# Anthonie Schetz

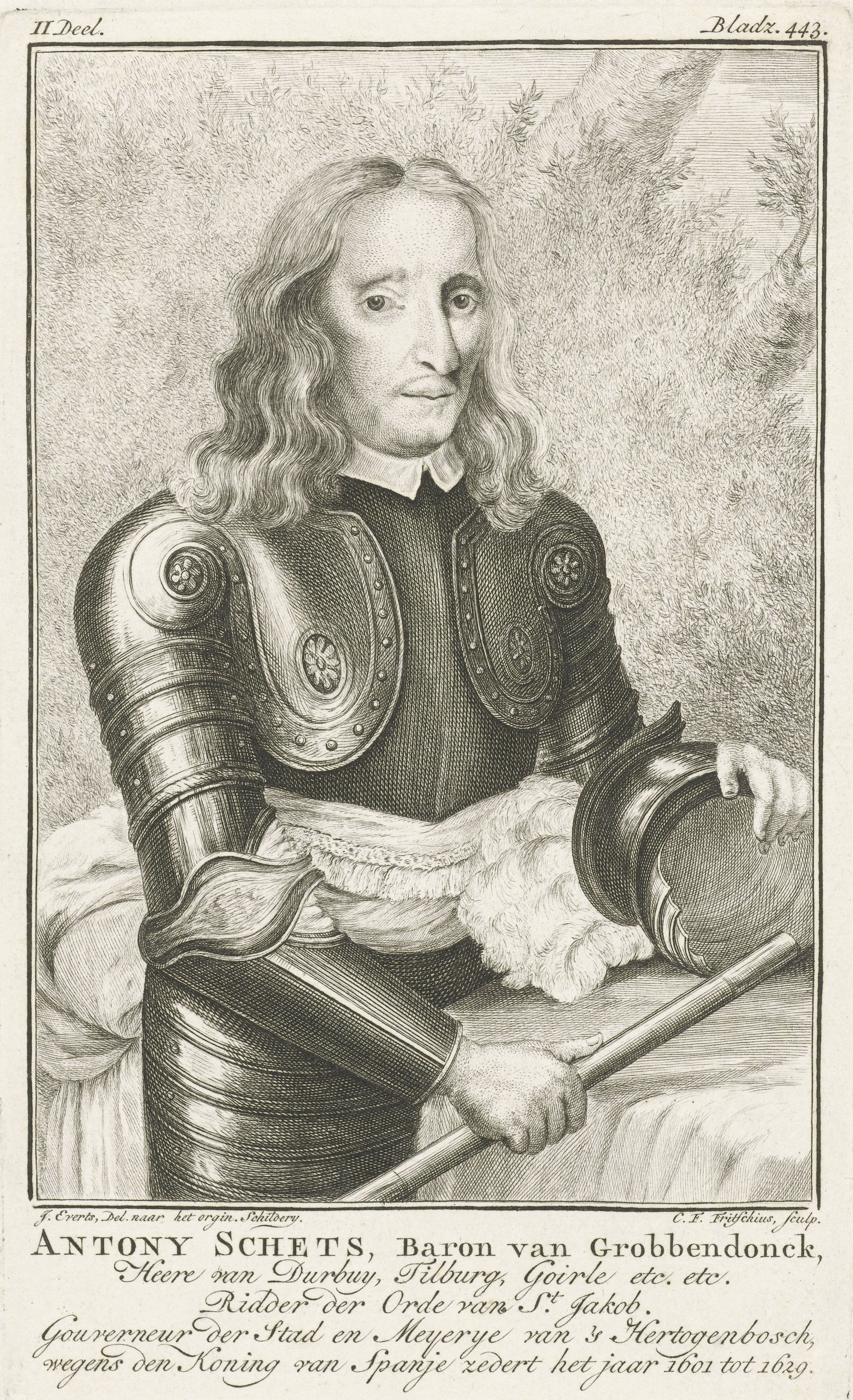
Antonie Schetz als gouverneur van Leuven in 1635 (gravure van C.F. Fritschius)

Antonie Schetz, (Antwerpen, juli/ augustus 1564 - Brussel, 1641) was een militair in Spaanse dienst ten tijde van de Tachtigjarige Oorlog. Hij was baron en vanaf 1637 graaf van Grobbendonk, heer van Tilburg en Goirle, Pulle en Pulderbos, en Wezemaal. Ook was hij tot 1629 militair gouverneur in Spaanse dienst te 's-Hertogenbosch, kapitein van een regiment cavalerie en ridder in de orde van Sint-Jacob. Schetz leidde de Bossche verdediging bij het Beleg van 's-Hertogenbosch.
Diverse bronnen geven een afwijkend geboortejaar: soms wordt 1561 en soms ook 1572 genoemd. Als jaar van overlijden wordt vaak 1640 opgegeven. De voornaam wordt op meerdere manieren gespeld. Als achternaam geldt ook wel Schetz van Grobbendonk.

## Ouders
Anthonie Schetz werd in augustus 1564 te Antwerpen gedoopt. Hij was de jongste zoon van Gaspard II Schetz (1513-1580) en Catharina van Ursel.
Zijn vader stamde uit de Duitse patriciërsfamilie Schetzenbergh, afkomstig uit Schmalkalden en gold als de bankier van Antwerpen. Gaspard Schetz was financier van menig handelsonderneming, waaronder die van zijn broers Melchior en Balthazar die handel dreven op Rusland en Brazilië, en hij was via Zijne Eminentie Antoine Perrenot  Kardinaal Granvelle (1517-1586), de bankier van koning Filips II van Spanje, ten behoeve de geldstromen die de Spaanse troepenmacht in de Nederlanden dienden te bekostigen. Door niet op de laatste plaats, de substantiële leningen aan Zijne Majesteit ging Gaspar Schetz met zijn firma, een belangrijke politieke rol spelen in het Antwerpen van de laatste helft van de 16e eeuw.
Zijn moeder kwam uit het adellijk geslacht van Ursel, dat in de tweede helft van de 17e eeuw in mannelijke lijn dreigde uit te sterven, maar door een adoptieve constructie door zijn broer Conrad van Schetz werd voortgezet, waarbij de naam Schetz voor die betreffende tak moest worden prijsgegeven. De directe nakomelingen van Gaspar (Anthonie Schetz kwam uit een gezin van 21 kinderen, van wie er acht in leven bleven en carrière maakten) bleven de naam 'Schetz van Grobbendonck' dragen, totdat de laatste mannelijke nakomeling stierf.

## Huwelijk

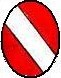
Wapen van Maria van Malsen

Anthonie huwde in 1582 met Barbara Karremans en na haar overlijden in 1604 te 's-Hertogenbosch; met Maria van Malsen, dochter van Hubert van Malsen en erfdochter van Tilburg. Tilburg vormde samen met Goirle een heerlijkheid, die door haar vader Hubert allodiaal was gemaakt door de vraagprijs van 8000 carolusgulden bij te leggen op de som die door een eerdere leenheer, uit het gerelateerde geslacht Van Haestrecht, een eeuw eerder werd geleend aan hertogin Johanna van Brabant. Antonie 'Schetz van Grobbendonk' werd door zijn huwelijk dus heer van Tilburg en Goirle, zetelend in het Kasteel van Tilburg. Na 1629, toen 's-Hertogenbosch in Staatse handen was gekomen, liet Antonie uit veiligheidsoverwegingen zijn heerlijkheid toch weer verheffen als feodaal en erkende hij de Staten-Generaal van de Republiek der Zeven Verenigde Nederlanden als schuldplichtig eigenaar.

## 's-Hertogenbosch

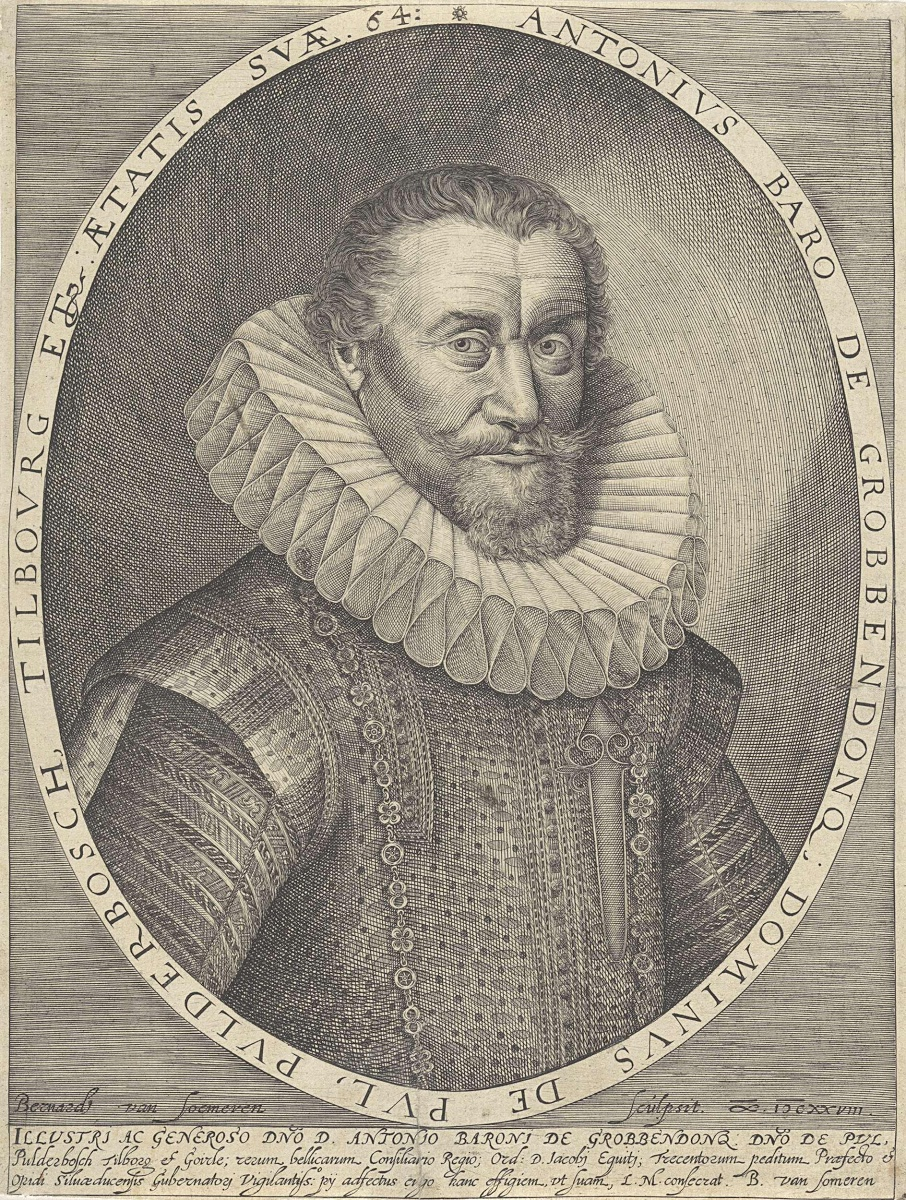
Schetz als gouverneur van 's-Hertogenbosch

Schetz trad als katholiek in dienst van het Leger van Vlaanderen voor koning Filips II en werd in 1589 aangesteld als gouverneur van 's-Hertogenbosch. Als gouverneur had Schetz het bevel over het garnizoen van de stad 's-Hertogenbosch. Een zware taak, gezien de stad in deze roerige tijden een sleutelpositie had, en door de stadhouders Maurits en Frederik Hendrik als voorportaal werd gezien voor het achterliggende gebied van de zuidelijke Nederlanden. Daarom verbleef Schetz' gezin overwegend in deze stad, waar hij een luxe huishouding gevoerd moet hebben, getuige de vele rekeningen van leveranciers en de aard van de vele cadeaus die hij ontving.
Onder Schetz' leiding doorstond 's-Hertogenbosch tweemaal een innamepoging door de Staatsen onder leiding van prins Maurits van Oranje. In 1629 werd 's-Hertogenbosch na een beleg veroverd door Frederik Hendrik. Na de val van de stad schonk de familie van Schets op het Kasteel van Tilburg aan de ingezetenen van de heerlijkheid Tilburg-Goirle gelegenheid tot het uitvoeren van de katholieke mis, iets wat binnen het gebied van het huidige Noord-Brabant per 11 oktober 1629 werd verboden door de Staatse regering. Dit was een van de directe gevolgen van de val van 's-Hertogenbosch. Elders in de Republiek trad dezelfde verordening in werking per 1648, het jaar waarin de Vrede van Münster werd bezegeld.
Schetz en zijn vrouw kregen zestien kinderen, van wie minstens twee dochters en drie zonen de volwassenheid bereikten. 
- Lancelot Schetz (1606-1664) begon een loopbaan als militair en werd luitenant-generaal en gouverneur voor Limburg.
- Isabelle (1616-1709), abdis van de Abdij Ter Kameren
- Ignaas August Schetz van Grobbendonck (1625-1680) werd bisschop van Namen en van Gent;

In 1641 werd de oudste zoon Lancelot de nieuwe heer van Tilburg, terwijl Antonies weduwe Maria van Malsen van 1640 tot haar overlijden in 1650 gravin-douairière van Tilburg was. De heerlijkheid Grobbendonk werd in 1637 door koning Filips IV van Spanje tot graafschap verheven.

## Leuven
Schetz' militaire loopbaan was na de val van 's-Hertogenbosch nog niet beëindigd. In 1631 was hij als Spaans bevelvoerder betrokken bij de verdediging van Hulst en omgeving. Trouw aan Spanje werd hij in 1635 op 71-jarige leeftijd nog aangesteld als gouverneur van de stad Leuven tijdens het Beleg van Leuven. Deze stad doorstond in 1635 onder zijn leiding het Staatse beleg.
Als dank werd hij met al zijn nakomelingen in 1637 door koning Filips IV van Spanje verheven in de gravenstand.

## Overlijden
Anthonie Schetz overleed in 1641 en werd bijgezet in de Jezuïetenkerk te Brussel. Zijn echtgenote overleed in 1650 en kreeg een plaats in dezelfde grafkelder. De kerk was onderdeel van het Jezuïeten-convent dat werd gesloopt in 1825. Op deze locatie bevindt zich thans het Gerechtsplein en het Gebouw der Europese raad. Een  grote grafplaat met twee ronde satellietplaatjes is door toedoen van de familie d'Ursel bewaard gebleven en als epitaaf ingemetseld in een muur van een kloostergang van een nonnenklooster in het Belgische Limbourg.

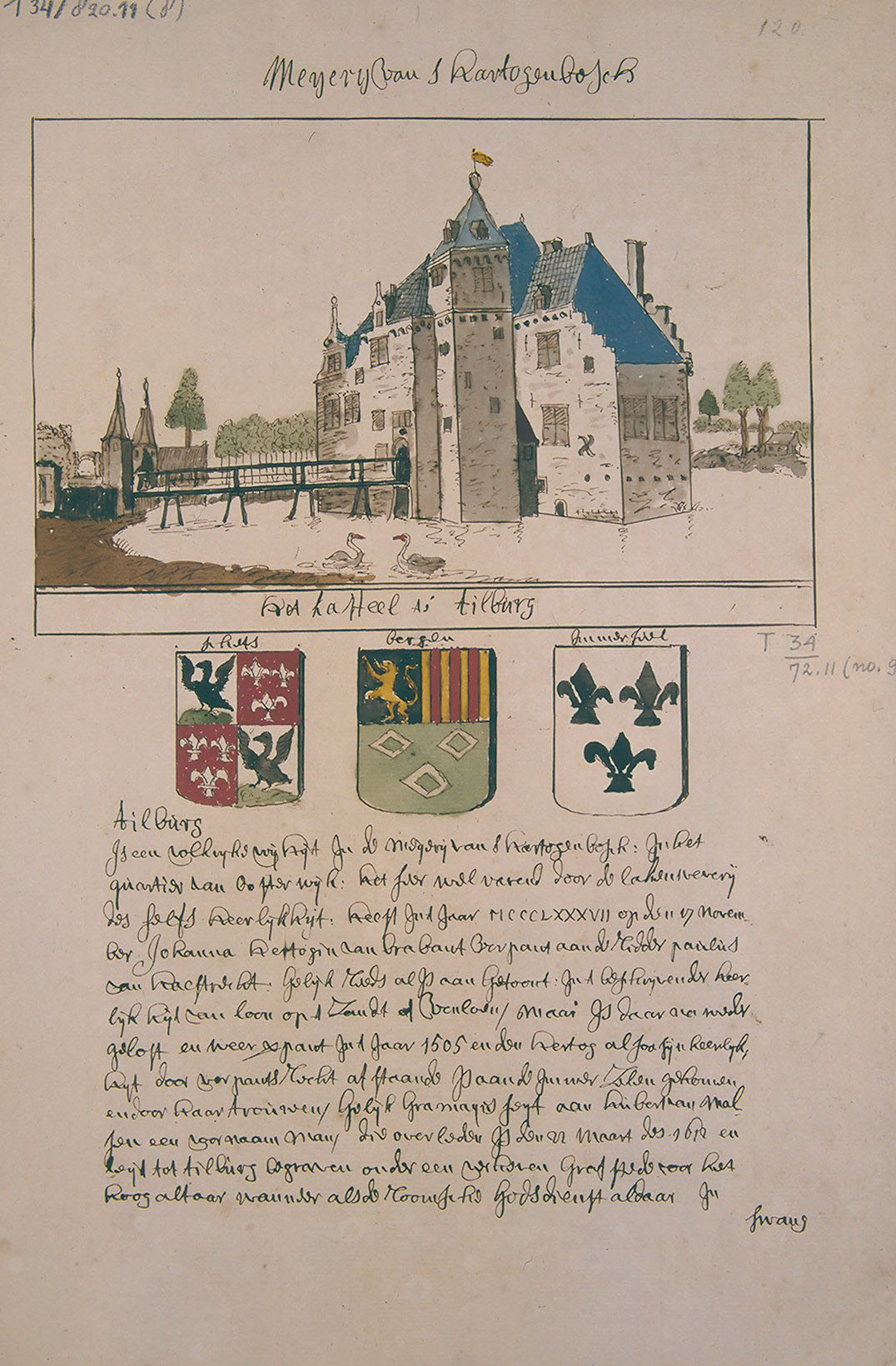
Het Kasteel van Tilburg (afbeelding begin 18e eeuw) bood ruimte aan de katholieke eredienst.
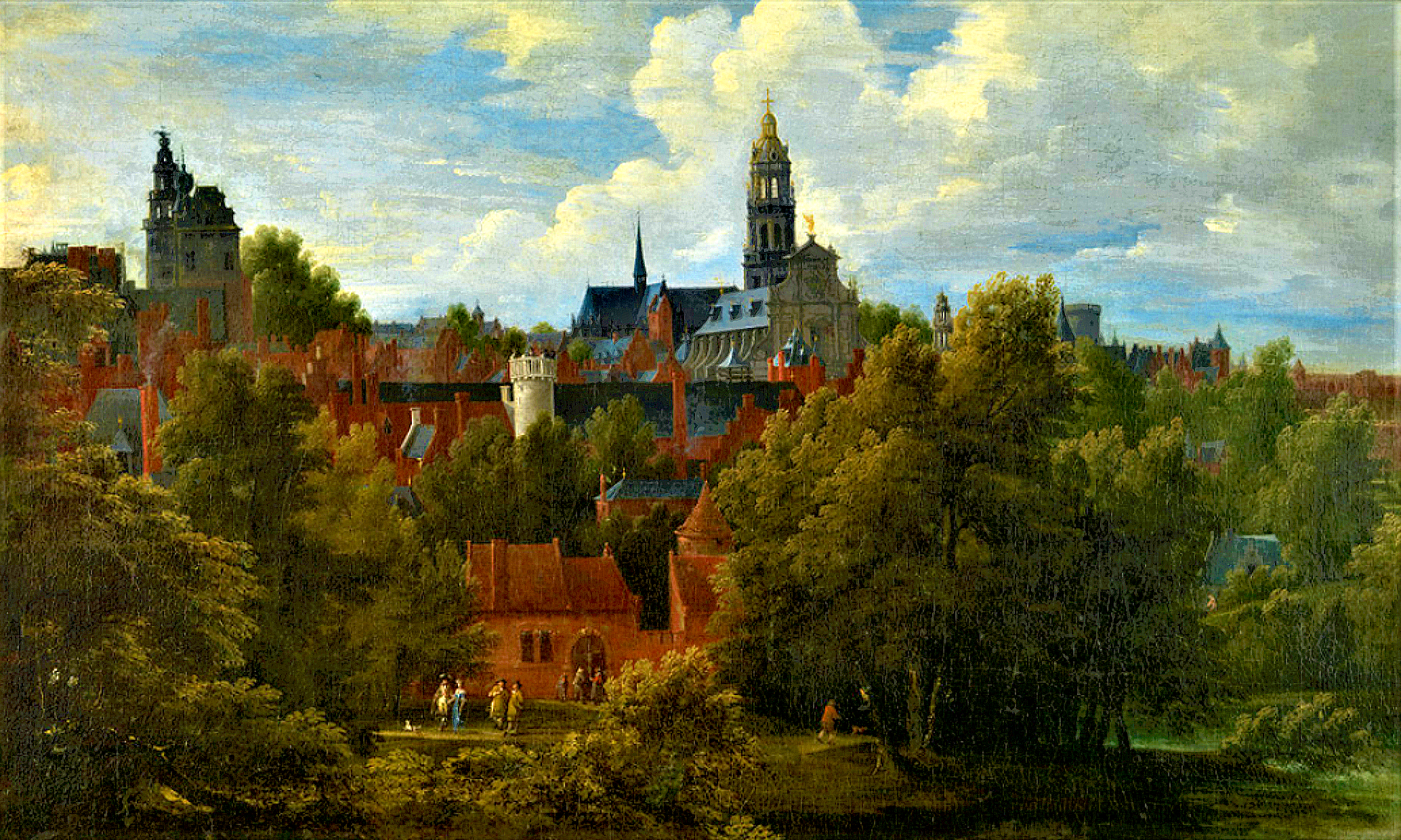
De kerk (met het gouden Sint Michael's-beeld) van het Jezuïeten-convent te Brussel, ca. 1670.